# Hashtrūd (kommunhuvudort i Iran)
Hashtrūd (persiska: هشترود) är en kommunhuvudort i Iran.   Den ligger i provinsen Östazarbaijan, i den nordvästra delen av landet, 400 km nordväst om huvudstaden Teheran. Hashtrūd ligger 1 651 meter över havet och antalet invånare är 16 888.
Terrängen runt Hashtrūd är platt norrut, men söderut är den kuperad. Runt Hashtrūd är det ganska glesbefolkat, med 22 invånare per kvadratkilometer. Hashtrūd är det största samhället i trakten. Trakten runt Hashtrūd består i huvudsak av gräsmarker.